# Corner Brook (U-Boot)
Die HMCS Corner Brook (Kennung: SSK 878) ist ein konventionelles Langstrecken-Jagd-U-Boot der Victoria-Klasse der kanadischen Marine. Es ist für den Einsatz in Küstengebieten, hauptsächlich zur Verteidigung gegen feindliche Flottenverbände und U-Boote konzipiert. Sie wurde als HMS Ursula (Kennung: S42) für den Submarine Service der Royal Navy Großbritanniens gebaut und später von Kanada übernommen. Die Klasse wurde ebenfalls umbenannt, von Upholder- in Victoria-Klasse.

## Aufbau
Die Verdrängung der Corner Brook beträgt etwa 2.185 t an der Oberfläche und etwa 2.400 t abgetaucht. Die Hülle des U-Bootes ist mit echofreien Kacheln bedeckt, um die Aufspürung durch aktiven Sonar (SOund NAvigation Ranging, dt. etwa: Navigation und Distanzmessung durch Wasserschall) zu reduzieren. Das Boot ist 70,3 m lang, 7,6 m breit und hat eine Tauchtiefe von 200 m.
Die Haupthülle ist aus hochfesten Stahlsektionen konstruiert und durch kreisförmige interne Rahmen versteift. Die Ausrüstung, die außerhalb des Hauptrumpfs gelegen ist, wird durch das Gehäuse bedeckt, welches der Besatzung einen sicheren Gehweg bietet, wenn das Unterseeboot aufgetaucht ist. Die Finne, die als Unterstützung der Masten hilft, dient als eine Art Kiel und sorgt für eine angehobene Steuerposition.

## Spezifikationen
Die Corner Brook verfügt über sechs Torpedorohre und kann bis zu achtzehn Mark-48-Schwergewichtstorpedos zum Einsatz gegen Oberflächen- und Unterwasserziele tragen. Sie kann außerdem Harpoon-Raketen aufnehmen und abfeuern und Seeminen legen.
Das Sonar der Corner Brook ermöglicht es ihr, andere U-Boote und Schiffe „passiv“ aufzuspüren und zu verfolgen, das heißt ohne den aktiven Sonar zu benutzen und so ihre Position preiszugeben. Sie verfügt über Radar (dt. Radio Detection and Ranging [etwa: Erkennung und Messung mittels Funkwellen]) für die generelle Navigation, Angriffs- und Suchperiskope mit Videoaufnahme- und Wärmebildfähigkeit und elektronische Unterstützungsmaßnahmen. Das Boot hat zwei Dieselgeneratoren, die beide bis zu knapp 1.500 kW Leistung produzieren können, und einen Hauptmotor. Die Generatoren werden zum Laden der beiden Hauptbatterien eingesetzt, die jeweils aus 240 Batteriezellen bestehen. Diese Batterien werden benutzt, um das Boot mit Energie zu versorgen, welches unter Wasser eine Geschwindigkeit von bis zu 20 Knoten erreichen kann.